# جوفاني بيليني

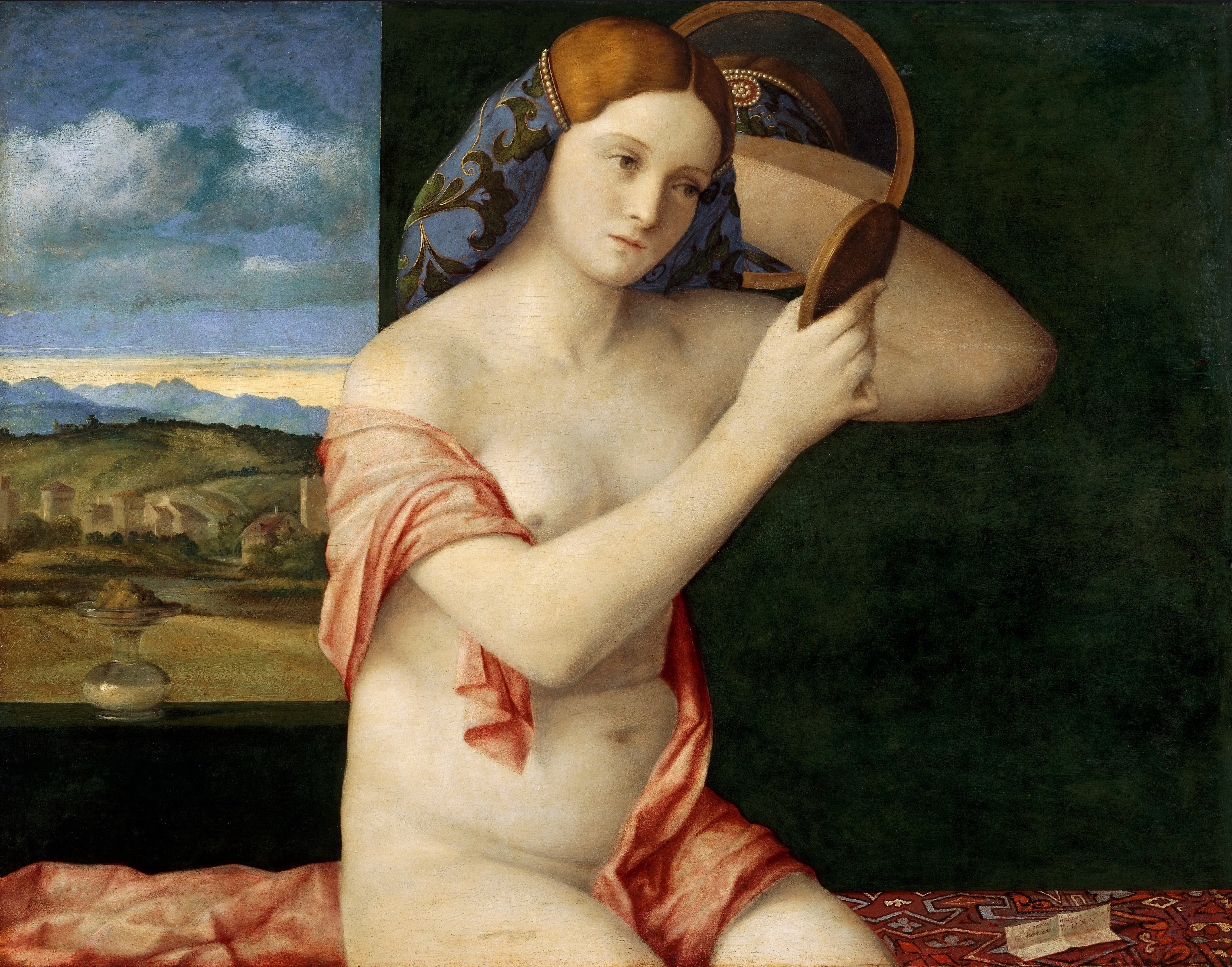
فتاة في مقتبل العمر عارية امام المرآه، أول امرأة عارية رسمها بيلليني، التي رسمها عندما كان حوالي 85 عاما

جوفاني بلليني (بالإيطالية: Giovanni Bellini) ـ (حوالي 1430 ـ 26 نوفمبر 1516) هو مصور إيطالي من فناني عصر النهضة. ينتمي إلى أسرة من المصورين البنادقة يعد هو أشهر أفرادها. كان والده جاكوبو بلليني وشقيقه جنتيلي بلليني وزوج شقيقته أندريا مانتينيا.
يعد بلليني محدث ثورة في فن التصوير البندقي، الذي اتجه على يده نحو المزيد من الحسية والثراء اللوني. وقد تمكن جوفاني من خلق درجات لونية وتفاصيل ظلّية باستخدام أصباغ نقية وبطيئة الجفاف. وقد أثر أسلوبه الباذخ في التلوين ورسم المناظر الطبيعية على المدرسة البندقية في التصوير، وخصوصا على تلاميذة جيورجيوني وتيتيان.